# Дель Понте, Айла
Айла Дель Понте (итал. Ajla Del Ponte; род. 15 июля 1996 года, Локарно, Швейцария) — швейцарская легкоатлетка, специализирующаяся в беге на короткие дистанции. Чемпионка Европы 2021 года в помещении на дистанции 60 метров, двукратная чемпионка летних Универсиад, участница летних Олимпийских игр 2016 и 2020 годов.

## Биография и карьера
С 2016 года обучалась в университете в городе Лозанне (Швейцария), на философском факультете. 
Изначально Айла занималась семиборьем, но её успешной дисциплиной считался спринт, где она сумела победить на нескольких юношеских чемпионатах и турнирах. В 2014 году на чемпионате мира среди юниоров в Юджине она впервые в карьере приняла участие в международных состязаниях. В первом круге бега на 100 метров выбыла с результатом 11,99 секунды, а в эстафета 4 по 100 метров заняла итоговое пятое место. 
В следующем году она приняла участие в беге на 200 метров на чемпионате Европы среди юниоров в Эскильстуне, но выбыла там на ранней стадии с результатом 24,64 секунды. В 2016 году Дель Понте участвовала на чемпионате Европы в Амстердаме, в эстафете 4 х 100 метров в составе команды был установлен новый национальный рекорд - 42,87 секунды, и итоговое четвёртое место.
На Олимпийских играх в Рио-де-Жанейро она в составе эстафетной команды Швейцарии завершила своё выступление в первом раунде с результатом 43,12 секунды. В индивидуальных забегах участие не принимала.
В 2017 году она вышла в полуфинал чемпионата Европы в закрытых помещениях в Белграде в беге на 60 метров, где уступила право участвовать в финале с результатом 7,39 секунды. На чемпионате Европы среди юношей до 23 лет в Быдгоще она финишировала пятой на дистанции 100 метров и завоевала бронзовую медаль в составе эстафеты. 
Она в 2017 году одержала победу в эстафетном забеге на Всемирных студенческих играх в Тайбэйе.
В следующем 2018 году она дошла до полуфинала чемпионата мира в закрытых помещениях в Бирмингеме на дистанции 60 метров, где выбыла с результатом 7,40 с. На чемпионате Европы в Берлине она дошла до полуфинала на дистанции 100 метров и выбыла там с результатом 11,38 секунды. 
В 2019 году она на дистанции 60 метров заняла восьмое место на чемпионате Европы в помещении в Глазго. В июле она снова участвовала в Летней Универсиаде в Неаполе и выиграла там серебряную медаль на дистанции 100 метров с результатом 11,33 секунды. Кроме того, в составе эстафетной четвёрки она защитила свой титул, став двукратной чемпионкой Летней Универсиады.
2020 год стал для неё самым успешным. Она выиграла бег на 100 метров в Монако и Стокгольме, став первой швейцаркой, выигравшей соревнования на двух встречах Бриллиантовой лиги. В Булле она улучшила свой личный рекорд на дистанции 100 м, установив результат 11,08 секунды. За эти достижения она была признана спортсменкой 2020 года в Швейцарии. 
На Чемпионате Европы в помещении в польском Торуне в марте 2021 года завоевала золотую медаль на дистанции 60 метров с результатом 7,03.

## Основные результаты
| Соревнования                      | Место проведения          | Место           | Дистанция | Результат |
| --------------------------------- | ------------------------- | --------------- | --------- | --------- |
| Чемпионат мира 2018 в помещении   | Бирмингем, Великобритания | Полуфинал       | 60 м      | 7,40      |
| Чемпионат Европы 2018             | Берлин, Германия          | Полуфинал       | 100 м     | 11,38     |
| Чемпионат Европы 2018             | Берлин, Германия          | 4               | 4х100 м   | 42,30     |
| Чемпионат Европы 2019 в помещении | Глазго, Шотландия         | 8               | 60 м      | 7,30      |
| Универсиада 2019                  | Неаполь, Италия           | 2               | 100 м     | 11,33     |
| Универсиада 2019                  | Неаполь, Италия           | 1               | 4х100 м   | 43,72     |
| Чемпионат мира 2019               | Доха, Катар               | Предварительный | 100 м     | 11,36     |
| Чемпионат мира 2019               | Доха, Катар               | 4               | 4х100 м   | 42,18 NR  |
| Чемпионат Европы 2021 в помещении | Торунь, Польша            | 1               | 60 м      | 7,03      |